# Menjamel barrat
El menjamel barrat (Glycifohia undulata) és un ocell de la família dels melifàgids (Meliphagidae).

## Hàbitat i distribució
Viu als boscos de les muntanyes de Nova Caledònia.